# (2697) Albina
(2697) Albina (1969 TC3) – planetoida z pasa głównego asteroid okrążająca Słońce w ciągu 6,7 lat w średniej odległości 3,55 j.a. Odkryta 9 października 1969 roku.